# Gaetano Polidori
Gaetano Fedele Polidori (Bientina, 5 agosto 1763 – Londra, 16 dicembre 1853) è stato un drammaturgo, poeta, traduttore, scrittore ed editore italiano, emigrato a Londra.

## Biografia

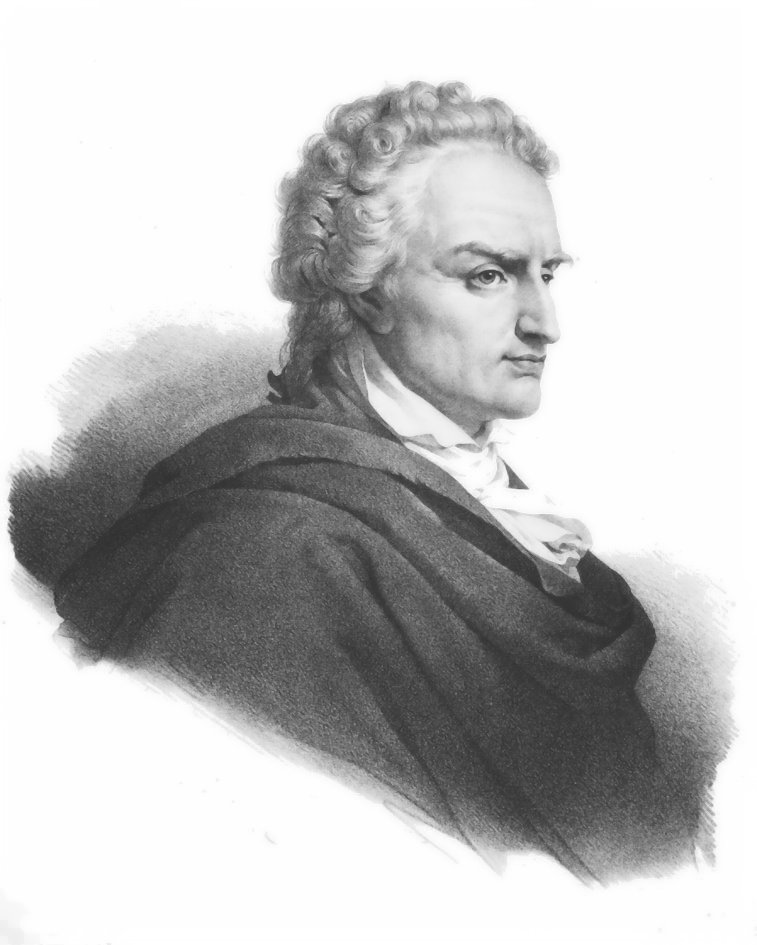
Litografia di Vittorio Alfieri

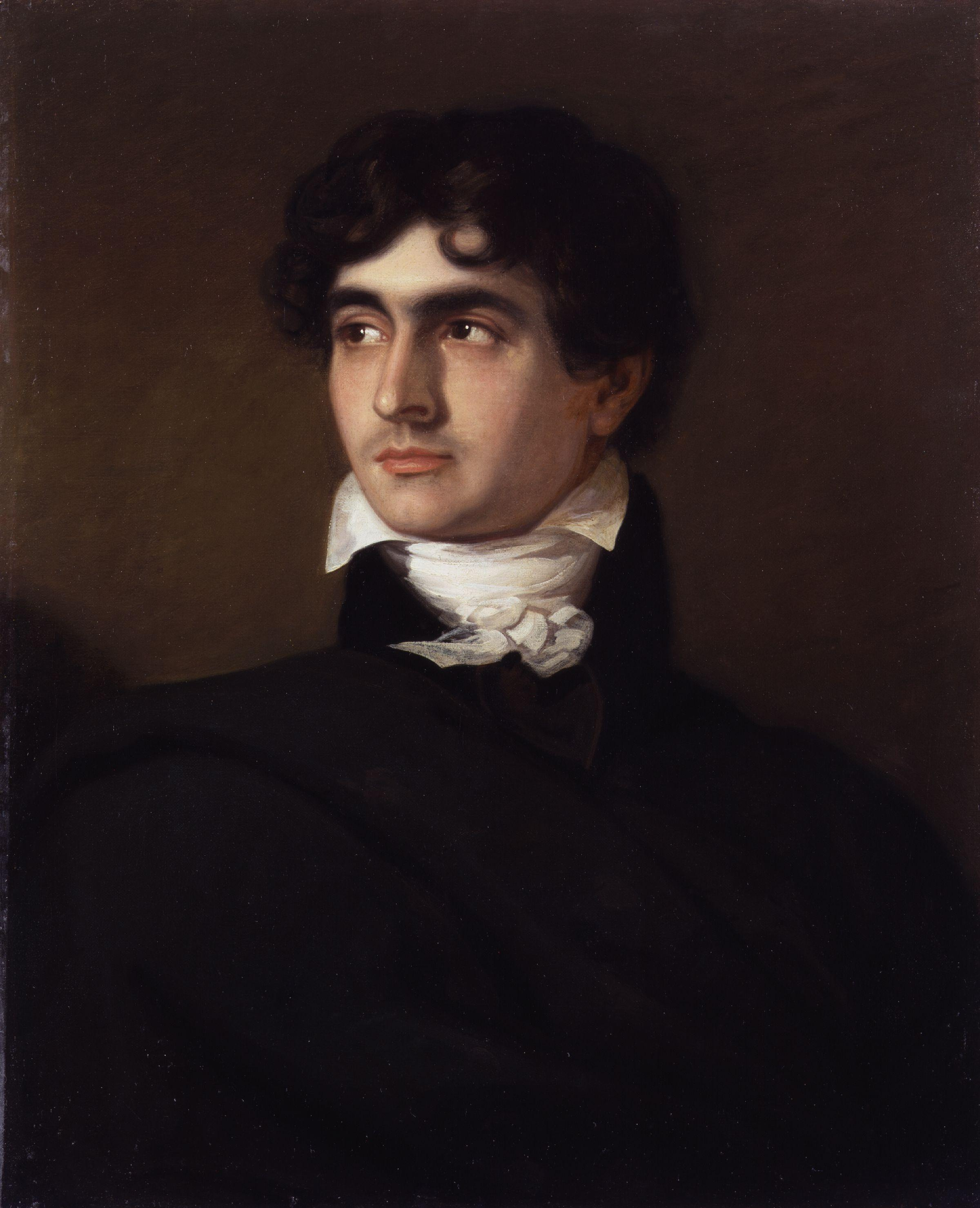
Ritratto del figlio John William, segretario e medico personale di Byron

Gaetano Fedele Polidori nacque il 5 agosto 1763 a Bientina, presso Pisa, da Teresa Cosci e Agostino Ansano Polidori (1714-1778), un medico e poeta che visse e lavorò a Bientina. Nella natia Toscana, Gaetano Polidori studiò Legge all'Università di Pisa, e nel 1785 divenne segretario di Vittorio Alfieri, con il quale lavorò per i successivi quattro anni.
Nel 1790 Gaetano, dopo essersi dimesso dal suo lavoro di segretario di Alfieri, si recò in Inghilterra partendo da Parigi. Stabilitosi a Londra, lavorò come insegnante di italiano. Nel 1793 sposò Anna Maria Pierce, istitutrice privata presso altolocate famiglie, dalla quale ebbe quattro figli e quattro figlie. Il figlio maggiore, John Polidori, fu medico personale di Lord Byron e autore della prima storia di vampiri in lingua inglese, Il vampiro (1819).
Sua figlia Frances sposò un esule italiano, Gabriele Rossetti, dal quale ebbe quattro figli: Maria Francesca Rossetti, il pittore preraffaellita Dante Gabriel Rossetti, William Michael Rossetti e Christina Rossetti. John morì suicida nel 1821. Nel 1836 si ritirò in una casa a Holmer Green, nel Buckinghamshire. Morì a Londra, a poco più di novant'anni di età il 16 dicembre 1853.

## Opere
Gaetano Polidori fu letterato ed editore: compose anche molte poesie, tragedie e saggi critici e pubblicò una serie di opere, altrui e proprie. 
- Fra le sue opere si ricordano La Magion del Terrore, sogno poetico in versi sciolti; le Memorie di quattro anni nei quali l'autore fu segretario del Conte Alfieri; Il Seduttore punito, poemetto in tre canti ispirato alla figura di Don Giovanni.
- Tradusse varie opere dall'inglese all'italiano, come il Paradiso perduto di John Milton, con in appendice l'Angeleida di Erasmo da Valvason (1523-1593)[2], e Il castello di Otranto di Horace Walpole. Tradusse inoltre dal latino, in versi sciolti, la Pharsalia di Lucano.
- Allestì inoltre una tipografia personale, dove stampò anche la prima edizione di alcune composizioni poetiche dei suoi nipoti Dante Gabriel Rossetti e Christina Rossetti. Pubblicò inoltre un'edizione del poema Osteologia, che suo padre Agostino aveva scritto nel 1763[3].

### Scritti

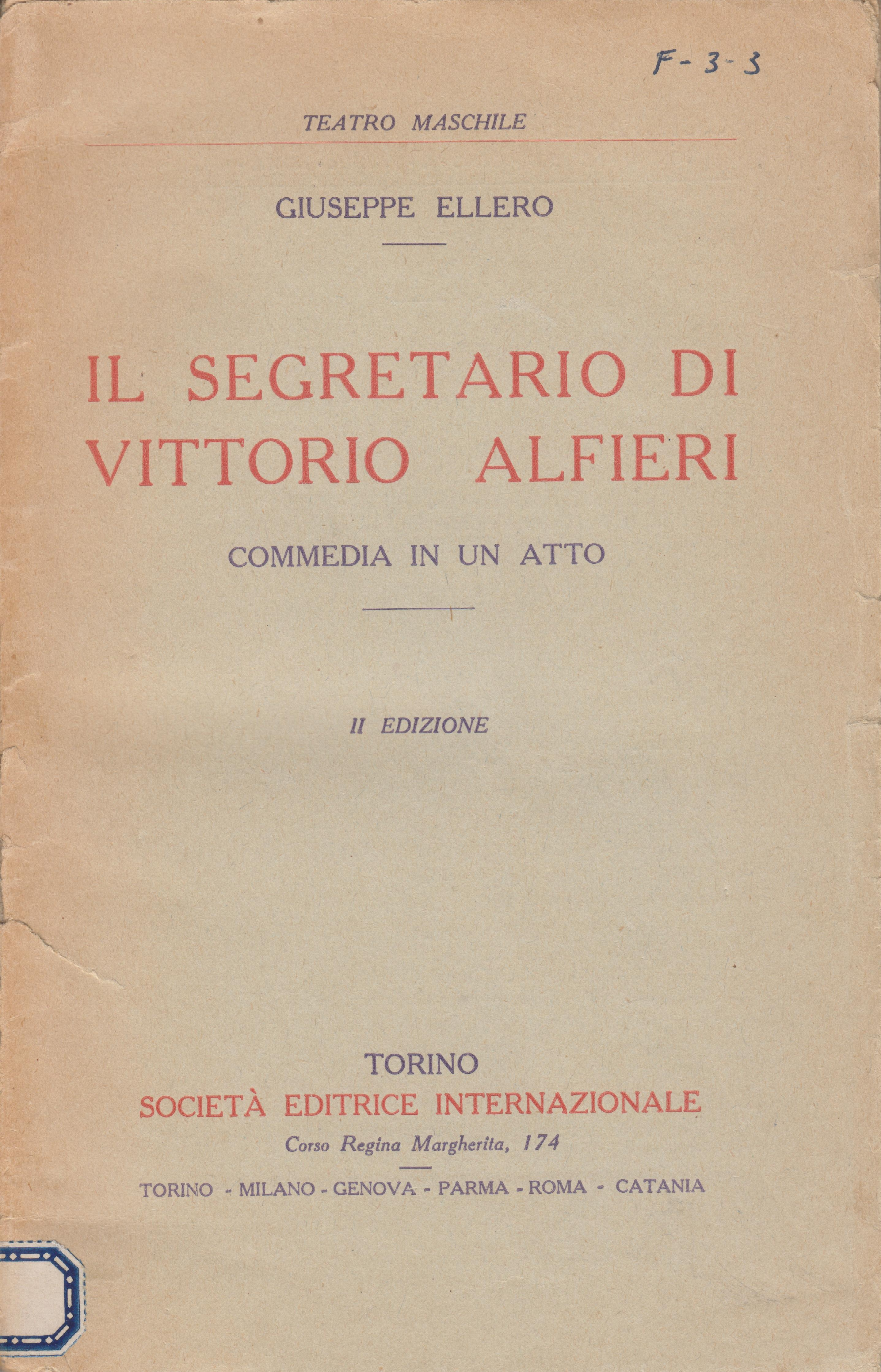
Giuseppe Ellero, Il segretario di Vittorio Alfieri, commedia in un atto. Torino, 1927

- Tragedie e drammi, Londra: presso l'autore, 1842
- Il Nabucdonosorre, dramma sacro, Londra: Didier e Tebet, 1807
- Moderna conversazione in diciotto dialoghi, Londra: Dulau et Co, 1824
- Olimpia, dramma in cinque atti in prosa, Sampson Low, 1800